# 埃斯康比亞法姆斯 (佛羅里達州)
埃斯康比亞法姆斯（英語：Escambia Farms）是位於美國佛羅里達州奧卡魯沙縣的一個非建制地區。該地的面積和人口皆未知。

## 地理
埃斯康比亞法姆斯的座標為30°57′29″N 86°37′59″W / 30.95806°N 86.63306°W，而該地的平均海拔高度為66米（即217英尺）。